# TTH Holstebro
TTH Holstebro (indtil juni 2016 Team Tvis Holstebro) er et elitesamarbejde mellem håndboldklubberne HH90 Håndbold og Tvis KFUM, som blev en realitet i år 2000. Samarbejdet var organiseret i aktieselskaberne Holstebro Sport + Event, Team Tvis Holstebro Damer og Team Tvis Holstebro Herrer. Pr. 1 juli 2020 er dame og herreholdet blevet adskilt til hver deres klub. TTH Holstebro hjemmebane er Gråkjær Arena, men har tidligere været Idrætscenter Vest i Holstebro.
Siden 2020/21-sæsonen var dameholdet ikke længere være tilknyttet TTH-afdelingen mere. Moderklubben HH90 Håndbold overtog dameholdet, og klubben fortsatte derefter med et udelukkende herreligahold, der fortsat spillede sine kampe i Gråkjær Arena.

## Historie
Team Tvis Holstebro blev stiftet den 1. maj 2000. Holstebro Håndbold 90 havde et hold i damernes 1. division med ind i fællesskabet, mens Tvis KFUM bidrog med et hold i herrernes håndboldliga.
Godt to år senere, i efteråret 2002, var holdfællesskabet på randen af opløsning på grund af uenigheder mellem moderklubberne. Der blev indkaldt til ekstraordinære generalforsamlinger i de to klubber med henblik på opløsning af samarbejdet. I sidste sekund blev der dog indgået en aftale, som blev vedtaget med store flertal på begge generalforsamlinger. Aftalen betød at elitesamarbejdet blev lagt over i et aktieselskab, hvor moderklubberne hver har en repræsentant i bestyrelsen, mens de resterende fem er fra det lokale erhvervsliv. Den var uopsigelig i fem år, dvs. frem til 2008, og kunne derefter opsiges med to års varsel. Aftalen slog desuden fast at herreholdet har førsteprioritet.
I november 2008 var der tale om et holdsamarbejde på herresiden med Viborg HK. Planerne løb dog ud i sandet, men resulterede i at Team Tvis Holstebro ændrede selskabskonstruktion, så klubbens aktiviteter ligger holdingselskabet Holstebro Sport + Event A/S samt to selskaber, et for dameholdene og et for herreholdene. Samme år vandt holdet deres første trofæ, pokalturneringen.
I 2016 ændrede klubben navn fra 'Team Tvis Holstebro' til 'TTH Holstebro'. Årsagen var at sponsorerne ønskede at Holstebro skulle være mere tydelig i brandingen, da det er der, holdet spiller kampe og der, hvor de fleste kommercielle indtægter kommer fra.
Fra 2020-21 sæsonen havde klubbens damehold ikke længere være tilknytning til TTH-afdelingen. Moderklubben HH90 Håndbold overtog dameholdet, der siden blev til Holstebro Håndbold. TTH har derfor kun sit herreligahold, som fortsat spiller sine kampe i Gråkjær Arena. Holstebro Håndbold fortsatte i landets bedste række Damehåndboldligaen.

## Herretruppen 2022/23
| Nr. | Navn                | Nationalitet | Fødseldato                | Position     |
| --- | ------------------- | ------------ | ------------------------- | ------------ |
| 3   | Sebastian Ørum      | Danmark      | 3. marts 2002 (23 år)     | Stregspiller |
| 4   | Christoffer Cichosz | Danmark      | 17. januar 1988 (37 år)   | Stregspiller |
| 5   | Mathias Porsholdt   | Danmark      | 3. februar 1997 (28 år)   | Stregspiller |
| 6   | Simon Damgaard      | Danmark      | 28. marts 2001 (24 år)    | Venstre fløj |
| 7   | Allan Damgaard      | Danmark      | 11. april 1986 (39 år)    | Playmaker    |
| 8   | Emil Jensen         | Danmark      | 10. januar 2000 (25 år)   | Playmaker    |
| 9   | Dan Beck-Hansen     | Danmark      | 2. februar 1990 (35 år)   | Stregspiller |
| 10  | Magnus Bramming     | Danmark      | 1. oktober 1990 (34 år)   | Venstre fløj |
| 11  | Jonas Jepsen        | Danmark      | 31. juli 2003 (21 år)     | Venstre back |
| 12  | Josip Cavar         | Sverige      | 3. oktober 1993 (31 år)   | Målvogter    |
| 14  | Nikolaj Enderleit   | Danmark      | 21. juli 1997 (27 år)     | Højre Back   |
| 16  | Sander Heieren      | Norge        | 23. oktober 1998 (26 år)  | Målvogter    |
| 17  | Christian Jensen    | Danmark      | 15. november 1995 (29 år) | Højre Fløj   |
| 18  | Fredrik Tilsted     | Danmark      | 5. juni 1999 (26 år)      | Playmaker    |
| 19  | Rasmus Kier         | Danmark      | 4. juni 1996 (29 år)      | Højre fløj   |
| 21  | Jonas Gade          | Danmark      | 3. marts 1994 (31 år)     | Højre back   |
| 22  | Nikolaj Markussen   | Danmark      | 1. august 1988 (36 år)    | Venstre back |
| 23  | Miha Žvižej         | Slovenien    | 6. november 1987 (37 år)  | Stregspiller |
| 24  | Johan Meklenborg    | Danmark      | 13. maj 1994 (31 år)      | Playmaker    |
| 25  | Jonas Porup         | Danmark      | 12. februar 1991 (34 år)  | Venstre back |
| 26  | Mathias Smed        | Danmark      | 9. marts 1995 (30 år)     | Højre back   |

## Transfers herrertruppen
| Norge | Sander Heieren - Hentet i Drammen HK | MV |

| Danmark | Ronnie Nicolaisen - Skifter til ?? | MV |

## Sportslige resultater
- Herreholdets bedste placering er en sølv-medalje i sæsonen 2015/16, med Patrick Westerholm som træner.
- Herreholdet har desuden vundet en bronze-medalje i sæsonen 2008/2009 og 2011/12, begge med Claus Uhrenholt som træner, og en bronze-medalje i 2013/14, med Klavs Bruun Jørgensen som træner.[10]
- Dame ynglinge-holdet vandt DM-guld i sæsonen 2006/2007.
- Herreholdet vandt pokalfinalen 2008 med en sejr på 31-25 over GOG Svendborg TGI
- Den 19. maj 2013 vandt Team Tvis Holstebros herrer deres første europæiske medalje ved Final4-stævnet i Nantes i Frankrig. I semifinalen tabte Team Tvis Holstebro til værterne fra Nantes. Men i bronzekampen i EHF Cup'en vandt Tvis en bronzemedalje over tyske Frisch auf Göppingen. [11]
- I sæsonen 2012/2013 vandt kvinderne fra Team Tvis Holstebro EHF Cup'en. Holdet tabte den første (af to) finaler med fire mål og vandt returkampen på udebane med fem mål mod franske Metz, der før har spillet i EHF Champions League. Mandag d. 13. maj kunne kvinderne fra Team Tvis Holstebro lade sig hylde på Holstebro rådhus.
- I sæsonen 2014/15 vandt kvindeholdet atter EHF Cup'en. Denne gang med 55-53 samlet over Rostov-Don fra Rusland.